# Мали јеленак
Мали јеленак (лат. Dorcus parallelipipedus) врста је јеленка, која насељава велики део Европе.

## Опис
Оба пола малог јеленка подсећају на женке јеленка (Lucanus cervus), иако су крила једнолично црне боје, за разлику од крила јеленка која су кестењасто смеђа. Мужјаци имају изразито назубљене антене. Иако су мандибуле мужјака малог јеленка нешто веће од женки, оне су неупоредиво мање од мандибула других врста из породице јеленака. Мали јеленак је изгледом сличан сродном (Dorcus parallelus) из Северне Америке. Одрасле јединке су дужине од 18 до 32 мм. Попут осталих јеленака, беле ларве у облику слова „C” хране се дрвном масом. Одрасле јединке и ларве могу се наћи у веома меком дрвету које трули, најчешће су то: бели јасен (Fraxinus excelsior), европска буква (Fagus sylvatica) и врсте иѕ рода јабука Malus spp.
Одрасле јединке су активне током лета, могу да лете и тако долази до њихове дисперзије. Могу се наћи и око уличне расвете којом бивају привучени.

## Распрострањеност
Ово је честа врста у већем делу Европе.
Забележен је на територији следећих држава: Андора; Аустрија; Белорусија; Белгија; Босна и Херцеговина; Бугарска; Хрватска; Чешка; Данска; Естонија; Француска; Немачка; Грчка; Мађарска; Италија; Летонија; Литванија; Луксембург; Холандија; Пољска; Португал; Румунија; Руска Федерација; Словачка; Словенија; Шпанија; Шведска; Швајцарска; Турска; Украјина; Велика Британија.

## Галерија
- мужјак
- мужјак
- женка
- ларва